# Ernest Duchateau
Ernest Louis Paul Ghislain Duchateau (Hastière-par-delà, 18 september 1858 - Florennes, 17 september 1934) was een Belgisch senator.

## Levensloop
Ernest Duchateau was de zoon van Jules Joseph Duchateau en Marie-Philomène Palante. Hij bleef vrijgezel.
Hij promoveerde tot doctor in de rechten en werd notaris in Florennes.
In deze stad werd hij gemeenteraadslid van 1890 tot 1895 en van 1903 tot 1920. Hij werd er schepen van 1909 tot 1918. Van 1894 tot 1908 was hij ook provincieraadslid.
In 1929 werd hij verkozen tot liberaal provinciaal senator voor de provincie Namen en vervulde dit mandaat tot in 1932.